# دجاج سمبور كابوركا

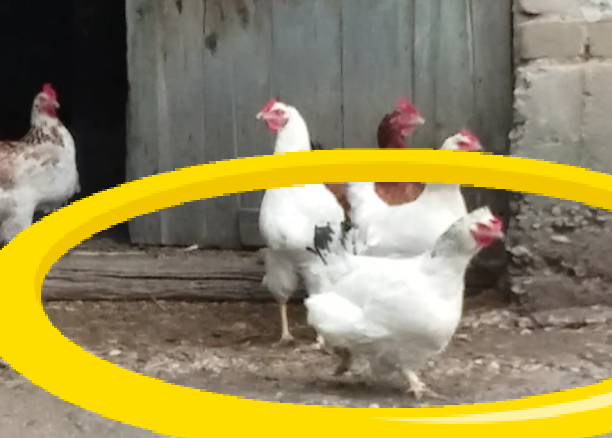
دجاجة سمبور كابوركا بيضاء

سومبور كابوركا أو دجاج سمبور أو باختصار سمبورسكا، (بالحروف اللاتينية Sombor Kaporka) هي سلالة دجاج تعود أصولها إلى صربيا، وسميت باسم المنطقة الأم لهذه السلالة، وهي منطقة سومبور (sombor)، تعتبر سلالة متوسطية، سهلة التكيف مع المناخ النتوسطي، كما لهذه السلالة خصائص متميزة منها القدرة على تحمّل الظروف الجوية الصعبة كالصقيع والريح في فترة الشتاء.
تجمع بين ارتفاع الإنتاج المزدوج للبيض واللحم، فقد يصل في بعض الأحيان في الظروف المثالية إلى 260 بيضة في السنة، 
علاوة على إنتاج اللحم حيث تصل هذه السلالة في 6 شهور الأولى بين وزن 3.5 إلى 4 كلغ في الديك وما بين 3 إلى 3.5 لدى الدجاجة، تتميز بعرف غير ظاهر يكسو رأسها الريش في منطقة العرف، وهي دجاجة مزدوجة الاستعمال في المزارع، تربى لإنتاج البيض واللحم معا، علاوة على قدرتها على تحمل الظروف المناخية الصعبة كالصقيع والبرد.

## الاستعمالات في المزارع
تعتبر سلالة سومبورسكا سلالة مزدوجة الاستعمال في المزارع، بين إنتاج البيض واللحم، فمتوسط إنتاج البيض يصل في الظروف المثالية إلى حوالي 220 بيضة في السنة، وقد تضع بعض الدجاجات 260 بيضة في السنة.
 وهو رقم جيد يقترب من إنتاج سلالة دجاج الليجهورن غير أن بيض سومبورسكا أكثر قبولا في التسويق من بيض الليجهورن الناصع البياض، ومن حيث إنتاج اللحم فهي تتفوق على الليجهورن في تصنيف السلالات البيّاضة، حيث تعتبر سلالة متوسطة إنتاج اللحم قد تصل ما بين 3.5 إلى 4 كلغ في الديك وما بين 3 إلى 3.5 لدى الدجاجة، ويمكن تسجيل هذا الوزن في خلال ستة الشهور الأولى.

## روابط ويكيبيدية
- نادي الدواجن البريطاني، دجاج سلطان، لحوم بيضاء، دجاج ذات الرقبة العارية، دجاج بينيديسكا، دجاج ستارا زاكورة الحمراء، دجاج شومان الأسود، قائمة سلالات الدجاج